# Nededza
Nededza (Hongaars: Vágnedec) is een Slowaakse gemeente in de regio Žilina, en maakt deel uit van het district Žilina.
Nededza telt 966 inwoners.